# Fred Ward
Freddie Joe Ward, conhecido como Fred Ward (San Diego, 30 de dezembro de 1942 – 8 de maio de 2022), foi um ator americano. Começou sua carreira em 1979, ao lado de Clint Eastwood, em Escape from Alcatraz. Ficou conhecido pelo papel de protagonista que teve em filmes como Remo Williams: The Adventure Begins, Tremors, Henry and June, Short Cuts, The Right Stuff e Exit Speed (br: Terror na Estrada). Ward também atuou em diversos filmes europeus.

## Biografia
Filho único, Fred Joe Ward em San Diego, na Califórnia, e é parcialmente descendentes de índios cherokees. Antes de atuar, Ward passou três anos na Força Aérea dos Estados Unidos. Também foi boxeador por um tempo, durante o qual quebrou seu nariz por três vezes, e trabalhou como lenhador no Alasca. Ward, divorciado de sua primeira esposa, Silvia Ward, foi casado com Marie-France Ward, com quem tem dois filhos.

## Carreira

### Décadas de 1970 e 1980
Ward se tornou ator após estudar no Herbert Berghof Studio e em Roma. Enquanto ainda estava na Itália dublou filmes italianos para o inglês e trabalhou como mímico até fazer sua estreia, em dois filmes do cineasta local Roberto Rossellini. Ao retornar para seu país natal no início da década de 1970, passou algum tempo trabalhando com teatro experimental e fazendo trabalhos para a televisão. Fez sua estreia no cinema americano interpretando um cowboy em Hearts of the West (1975). Seu primeiro papel de destaque foi no filme Escape from Alcatraz, de 1979, que contava com Clint Eastwood no papel principal, interpretando o fugitivo John Anglin. Também ganhou notoriedade interpretando um violento guarda nacional em Southern Comfort (1981), de Walter Hill.
Seu primeiro papel de protagonista num filme foi em Timerider: The Adventure of Lyle Swann, de 1982. Posteriormente interpretou o astronauta Gus Grissom em The Right Stuff, o filme de ação Uncommon Valor, ao lado de Gene Hackman, e o drama Silkwood - todos em 1983.

### Remo Williams
Após co-estrelar filmes como Swing Shift (1984) e Secret Admirer (1985), interpretou o papel-título no filme de ação Remo Williams: The Adventure Begins, dirigido por Guy Hamilton, célebre por alguns filmes de James Bond. O filme seria o primeiro de uma série baseada na série de romances The Destroyer. Embora o filme tenha recebido boas críticas e tenha sido muito promovido, com Ward ilustrando a capa de diversas revistas de cinema, arrecadou apenas quinze milhões de dólares nas bilheterias. O próprio Ward afirmou que fez a maior parte das cenas perigosas, dispensando os dublês, e que também teria estudado artes marciais para o papel.
Ward então participou de algumas produções de baixo orçamento até retornar ao cinema mainstream em 1988, no papel de um policial, em Off Limits, como Roone Dimmick em Big Business, e como o pai de Keanu Reeves em The Prince of Pennsylvania.

### Década de 1990
Em 1990 interpretou Earl Bassett no clássico cult Tremors (br: Ataque dos Vermes Malditos), com Kevin Bacon, o escritor erótico americano Henry Miller em Henry & June, ao lado de Uma Thurman, e o policial Hoke Moseley, cuja arma, distintivo e dentadura são roubados, num filme produzido por ele próprio, Miami Blues (ao lado de Alec Baldwin e Jennifer Jason Leigh).
Após interpretar o escritor H.P. Lovecraft no filme para a televisão de 1991 Cast a Deadly Spell, da HBO, juntamente com Julianne Moore, aceitou diversos papéis coadjuvantes em que interpretou o mesmo gênero de personagem: o thriller Thunderheart, a sátira hollywoodiana The Player (br/pt: O Jogador), o drama de mistério Equinox, e a comédia western Four Eyes and Six Guns. Também fez uma participação especial em Bob Roberts.
Entre os papéis de protagonistas que interpretou no período estão o do tenente Brann em Two Small Bodies, o pescador Stuart Kane no filme Short Cuts, de Robert Altman (pelo qual todo o elenco conquistou um Globo de Ouro), ambos de 1993, um criminoso perigoso em Naked Gun 33⅓: The Final Insult, de 1994, o marinheiro no drama francês de vanguarda The Blue Villa (1995), e retornou ao papel de Earl Bassett em Tremors II: Aftershocks, além do agente especial em Chain Reaction (ambos de 1996). Também interpretou o xerife Bud Phillips em Best Men, Dave Reimüller em ...First Do No Harm (com Meryl Streep), ambos de 1997, e Domenico Venier em Dangerous Beauty, de 1998.

### Década de 2000
Após a virada do milênio Ward continuou participando de diversos filmes, bem como produções feitas para a televisão e vídeo. Em 2000 estrelou o filme de ação The Chaos Factor e co-estrelou o filme policial Circus, o filme para adolescentes Road Trip e interpretou o Capitão no filme de terror The Crow: Salvation.
Em 2001 foi indicado ao Video Premiere Award como melhor ator na produção direct-to-video Full Disclosure. Também co-estrelou os filmes Joe Dirt, Summer Catch, Wild Iris, a minissérie televisiva Dice e a comédia Corky Romano.
No ano seguinte integrou o elenco de Sweet Home Alabama, Enough e Abandon. Teve o papel principal em Birdseye, e participou do piloto da série dramática Georgetown, ao lado de Helen Mirren. Após papéis em The Last Ride, 10.5 e Coast to Coast, todos de 2004, ficou um tempo sem atuar, voltando apenas como convidado especial nas séries de televisão Grey's Anatomy e ER (2006 e 2007).
Em seguida interpretou papéis de destaque no drama Feast of Love, no suspense de ação Exit Speed, em Management (com Jennifer Aniston) e como o chefe Ashcroft em Armored.
Recentemente interpretou Ronald Reagan no suspense político L'affaire Farewell (2009). Também integrou o elenco de 30 Minutes or Less, em 2011.

## Morte
Ward morreu em 8 de maio de 2022, aos 79 anos de idade, de Encefalopatia traumática crônica.

## Prêmios
- 1993: Copa Volpi – Short Cuts
- 1993: Globo de Ouro – Short Cuts
- 2001: Video Premiere Award – Full Disclosure (indicação)

## Filmografia
| Ano  | Filme                                           | Título em português                                                                             | Papel                                         | Obs.                                               |
| ---- | ----------------------------------------------- | ----------------------------------------------------------------------------------------------- | --------------------------------------------- | -------------------------------------------------- |
| 1973 | The Power of Cosimo (L'età di Cosimo de Medici) |                                                                                                 | Niccolò de Conti                              | TV                                                 |
| 1974 | Cartesius                                       |                                                                                                 |                                               | TV                                                 |
| 1975 | Hearts of the West                              |                                                                                                 | Sam                                           |                                                    |
| 1978 | Tilt                                            |                                                                                                 |                                               |                                                    |
| 1978 | Quincy M.E.: Even Odds                          |                                                                                                 | Crane                                         | episódio de TV                                     |
| 1979 | Escape from Alcatraz                            | br: Alcatraz - Fuga Impossível / pt: Os Fugitivos de Alcatraz                                   | John Anglin                                   | 1                                                  |
| 1979 | The Incredible Hulk                             | br: O Incrível Hulk                                                                             | Henchman/Marvin                               | série de TV, dois episódios                        |
| 1980 | UFOria                                          |                                                                                                 | Imitador de Waylon Jennings, Sheldon Bart     |                                                    |
| 1980 | Carny                                           |                                                                                                 | Jack                                          |                                                    |
| 1980 | Cardiac Arrest                                  |                                                                                                 | Jamie                                         |                                                    |
| 1980 | Belle Starr                                     |                                                                                                 | Ned Christie                                  | TV                                                 |
| 1981 | Southern Comfort                                |                                                                                                 | Cabo Lonnie Reece                             |                                                    |
| 1982 | Timerider: The Adventure of Lyle Swann          |                                                                                                 | Lyle Swan                                     |                                                    |
| 1983 | Silkwood                                        | br: Silkwood - O Retrato de uma Coragem / pt: Reacção em Cadeia                                 | Morgan                                        | 1                                                  |
| 1983 | Uncommon Valor                                  |                                                                                                 | Wilkes                                        | 5                                                  |
| 1983 | The Right Stuff                                 | br: Os Eleitos - Onde o Futuro Começa / pt: Os Eleitos                                          | Cap. Virgil Ivan Gus Grissom                  | 6                                                  |
| 1984 | Swing Shift                                     |                                                                                                 | Archibald "Biscuits" Touie                    | 9                                                  |
| 1985 | Remo Williams: The Adventure Begins             |                                                                                                 | Remo Williams, Samuel Edward Macon            | 4                                                  |
| 1985 | Secret Admirer                                  |                                                                                                 | Ten. Lou Fimple                               | 9                                                  |
| 1985 | Noon Wine                                       |                                                                                                 | Royal Earle Thompson                          | TV                                                 |
| 1986 | Florida Straits                                 |                                                                                                 | Lucky Boone                                   |                                                    |
| 1987 | The Price of Life                               |                                                                                                 |                                               | curta-metragem                                     |
| 1987 | The Hitchhiker: Dead Heat                       |                                                                                                 | Luther Redmond                                | episódio                                           |
| 1988 | Catchfire                                       |                                                                                                 | Oficial Pauling                               |                                                    |
| 1988 | The Prince of Pennsylvania                      |                                                                                                 | Gary Marshetta                                |                                                    |
| 1988 | Big Business                                    |                                                                                                 | Roone Dimmick                                 | 3                                                  |
| 1988 | Off Limits                                      |                                                                                                 | Sgto. Benjamin Dix                            | 4                                                  |
| 1990 | Henry & June                                    | br/pt: Henry e June                                                                             | Henry Miller, trilha sonora                   | 10                                                 |
| 1990 | Miami Blues                                     |                                                                                                 | Sgto. Hoke Moseley, produtor                  |                                                    |
| 1990 | Tremors                                         | br: Ataque dos Vermes Malditos                                                                  | Earl Bassett                                  | 5                                                  |
| 1991 | Cast a Deadly Spell                             |                                                                                                 | Det. Harry Phillips Lovecraft                 | evento para a TV - Graveyard Shift                 |
| 1991 | The Dark Wind                                   | br: A Brisa da Morte / pt: Selvagens como o Vento                                               | Joe Leaphorn                                  |                                                    |
| 1992 | Four Eyes and Six Guns                          |                                                                                                 | Wyatt Earp                                    | TV                                                 |
| 1992 | The Player                                      | br/pt: O Jogador                                                                                | Walter Stuckel                                | 4                                                  |
| 1992 | Equinox                                         |                                                                                                 | Sr. Paris                                     |                                                    |
| 1992 | Thunderheart                                    |                                                                                                 | Jack Milton                                   | 5                                                  |
| 1992 | Bob Roberts                                     | br: Bob Roberts / pt: Bob Roberts - Candidato ao Poder                                          | Âncora de TV Chip Daley                       |                                                    |
| 1993 | Luck, Trust & Ketchup                           |                                                                                                 | Ele próprio                                   | Documentário                                       |
| 1993 | Short Cuts                                      | br: Short Cuts - Cenas da Vida / pt: Short Cuts - Os Americanos                                 | Stuart Kane                                   |                                                    |
| 1993 | Two Small Bodies                                |                                                                                                 | Tenente Brann                                 | produção de TV                                     |
| 1994 | Naked Gun 33⅓: The Final Insult                 | br: Corra que a Polícia Vem Aí 33 1/3 - O Insulto Final / pt: Aonde é que Pára a Polícia 33 1/3 | Rocco Dillon                                  | 1                                                  |
| 1995 | Un bruit qui rend fou                           |                                                                                                 | Frank, o marinheiro                           |                                                    |
| 1996 | The West                                        |                                                                                                 | Ele próprio (voz)                             | Documentário                                       |
| 1996 | Chain Reaction                                  |                                                                                                 | Agente do FBI Leon Ford                       | 4                                                  |
| 1996 | Tremors 2: Aftershocks                          | br: O Ataque dos Vermes Malditos 2 / pt: Palpitações 2                                          | Earl Bassett                                  | lançado diretamente em vídeo                       |
| 1997 | ...First Do No Harm                             |                                                                                                 | Dave Reimüller                                | TV Event                                           |
| 1997 | Best Men                                        |                                                                                                 | Xerife Bud Phillips                           |                                                    |
| 1997 | Gun (TV Series): Father John                    |                                                                                                 | John Farragut                                 | episódio                                           |
| 1998 | The Making of Tremors                           |                                                                                                 | Ele próprio/Earl Bassett (imagens de arquivo) | Documentário                                       |
| 1998 | The Vivero Letter                               |                                                                                                 | Andrew Fallon                                 |                                                    |
| 1998 | Invasion: Earth (série)                         |                                                                                                 | Major-general David Reece                     | minissérie de TV                                   |
| 1998 | Dangerous Beauty                                | br: Mais Forte que o Destino / pt: Em Luta pelo Amor                                            | Domenico Venier                               | 16                                                 |
| 1999 | The Crimson Code                                |                                                                                                 | Randall Brooks                                |                                                    |
| 2000 | The Crow: Salvation                             | br: O Corvo: A Salvação                                                                         | John, o capitão de polícia                    |                                                    |
| 2000 | Ropewalk                                        |                                                                                                 | Pai de David                                  |                                                    |
| 2000 | The Chaos Factor                                |                                                                                                 | Max Camden                                    |                                                    |
| 2000 | Circus                                          |                                                                                                 | Elmo Somerset                                 | 96                                                 |
| 2000 | Road Trip                                       | br: Caindo na Estrada / pt: Sem Regras                                                          | Earl Edwards                                  | 3                                                  |
| 2000 | Jackie Bouvier Kennedy Onassis                  |                                                                                                 | "Black Jack" Bouvier                          | TV                                                 |
| 2001 | Summer Catch                                    |                                                                                                 | Sean Dunne                                    | 6                                                  |
| 2001 | Corky Romano                                    |                                                                                                 | Leo Corrigan                                  | 3                                                  |
| 2001 | Joe Dirt                                        |                                                                                                 | Pai de Joe                                    | 4                                                  |
| 2001 | Full Disclosure                                 | John McWhirter                                                                                  |                                               | Indicado para o Video Premiere Award - melhor ator |
| 2001 | Wild Iris                                       |                                                                                                 | Errol Podubney                                |                                                    |
| 2001 | Dice                                            |                                                                                                 | Gacy/Noah Aldis                               | minissérie de TV                                   |
| 2002 | Live from Baghdad                               |                                                                                                 | (imagens de arquivo)                          | Documentário/especial para a TV                    |
| 2002 | Enough                                          |                                                                                                 | Jupiter                                       | 5                                                  |
| 2002 | Sweet Home Alabama                              |                                                                                                 | Earl Smooter                                  | 1                                                  |
| 2002 | Birdseye                                        |                                                                                                 | Xerife Nolan Sharpless                        |                                                    |
| 2002 | Abandon                                         |                                                                                                 | Tenente Bill Stayton                          | 7                                                  |
| 2003 | Masked & Anonymous                              |                                                                                                 | Bêbado                                        | 45                                                 |
| 2003 | T-20 Years and Counting                         |                                                                                                 | Gus Grissom/Ele próprio (imagens de arquivo)  | Documentário                                       |
| 2003 | Realizing "The Right Stuff"                     |                                                                                                 | Ele próprio                                   | Documentário                                       |
| 2003 | "Masked & Anonymous" Exposed                    |                                                                                                 | Agradecimentos especiais                      | Documentário                                       |
| 2004 | The Last Ride                                   |                                                                                                 | Darryl Kurtz                                  |                                                    |
| 2004 | 10.5                                            |                                                                                                 | Roy Nolan                                     |                                                    |
| 2004 | Coast to Coast                                  |                                                                                                 | Hal Kressler                                  |                                                    |
| 2006 | ER                                              |                                                                                                 | Eddie                                         | 3 episódios                                        |
| 2006 | Grey's Anatomy: What I am                       |                                                                                                 | Sr. Denny Duquette, Sr.                       | episódio                                           |
| 2007 | Feast of Love                                   |                                                                                                 | Bat                                           |                                                    |
| 2008 | Management                                      |                                                                                                 | Jerry                                         |                                                    |
| 2008 | Exit Speed                                      | br: Terror na Estrada                                                                           | Sargento Archie Sparks                        |                                                    |
| 2009 | Armored                                         |                                                                                                 | Ashcroft                                      |                                                    |
| 2009 | L'affaire Farewell                              |                                                                                                 | Ronald Reagan                                 |                                                    |
| 2009 | The Wild Stallion                               | br: O Garanhão Selvagem                                                                         | Frank Mills                                   |                                                    |
| 2009 | United States of Tara                           | Frank                                                                                           | dois episódios                                |                                                    |
| 2010 | In Plain Sight                                  | br: Testemunha Ocular                                                                           | Frank Jerome                                  | episódio 3.6                                       |
| 2011 | 30 Minutes or Less                              |                                                                                                 | O Major                                       |                                                    |

## Ligações externa
- Fred Ward no Rotten Tomatoes (em inglês)